# Енеоліт на території України
Енеоліт (IV—III тис. до н.е) — мідна, або мідно-кам'яна доба. Період у який відбувається перехід від кам'яної доби до залізної.
У цей час люди починають використовувати мідь (спочатку без обробки, а пізніше додаються процеси плавлення, ливарства, кування). Обробка металу потребувала певних знань і умінь, так з'являються перші ремісники.
В енеоліті вже переважає відтворювальне господарство, а із заміною кам'яних знарядь праці мідними, зростає продуктивність праці. Це спричиняє збільшення додаткового продукту, що спонукає до зародження примітивної торгівлі (обміну), а також відбувається соціальне розшарування. Так виникають передумови розкладу первісно-общинного ладу. Відбувається перший суспільний поділ праці на землеробство і скотарство. Племена землеробів тяжіють до осілого способу життя, тоді як скотарі постійно мігрують (ведуть кочовий спосіб життя). Землероби винайшли рало (тобто відбувається перехід від мотичного до орного землеробства), займаються гончарством, змайстрували піч, стіл, а скотарі приручили коня, створили колісний транспорт та вдосконалювали зброю.
Землеробство й скотарство за енеоліту стали основними засобами здобуття харчів, а головним багатством — земля та худоба. Відтворювальне господарство остаточно довело свою перевагу над привласнюваним і поширилося на значній території. Енеоліт — це час розквіту землеробських культур, які змінили вигляд планети, і час виникнення перших цивілізацій
Найвідомішою культурою доби енеоліту є трипільська культура, назва якої походить від місця першої пам'ятки, досліджуваної Вікентієм Хвойкою в 1893 році поблизу с. Трипілля Київської області.
Окрім трипільської культури на теренах України взаємодіяли скотарсько-землеробські племена (культура кулястих амфор) євразійські скотарські степові племена (середньостогівська, ямна культури).
Культури цієї доби свідчать, що в цей період формуються етноси і прамови, зростає чисельність населення. Знайомство з цими культурами свідчить про те, що основним економічним осередком суспільства була сім'я, що складалась із кількох парних сімей, які проживали у великій будівлі поділеній перегородками на частини, за кількістю парних сімей. Ці будівлі починають концентруватися через загрозу з боку кочовиків південних степів, так з'являються поселення — гіганти, які називають протомістами. Явище протоміст Трипільської культури з населенням до 10-14 тисяч чоловік і площею до 400 га (5-4 тис. до н. е.) є унікальним[джерело?].
Проте саме вплив кочовиків сприяв підвищенню ролі скотарства і на пізньому етапі енеоліту скотарських племен стала переважна більшість. Виникає необхідність нових земель, що стало причиною великих міграцій. Які вплинули на формування етнічної культури. Це проявляється у предметах і формі поведінки, з'являється самоусвідомлення з можливістю розрізняти «свій» і «чужий».
Зміни господарства зумовили зміни в духовному світі, формується культура землеробів і скотарів. Звичайно, що з розвитком землеробства і скотарства всі тяжкі роботи лягають на плечі чоловіка, тож і роль його зростає і, поступово, головна роль у сім'ї переходить від матері до батька. Але поклоніння жінці-матері не зникає, культ Рожаниці — богині родючості, обряди, пов'язані з поклонінням Місяцю, присутні і надалі. Під час археологічних досліджень було виявлено жертовники у формі рівнокінцевого хреста, розмальовано вохрою, на домашньому вівтарі фігурки божеств (бика, змії, голуба у трипільців). У трипільців храм був яскраво розфарбований, оздоблений орнаментом, високими арками, у його центрі містився вівтар із жертовною чашею.
В цей період у степах з'являються кургани[джерело?].